# Lord-lieutenant du Caernarvonshire

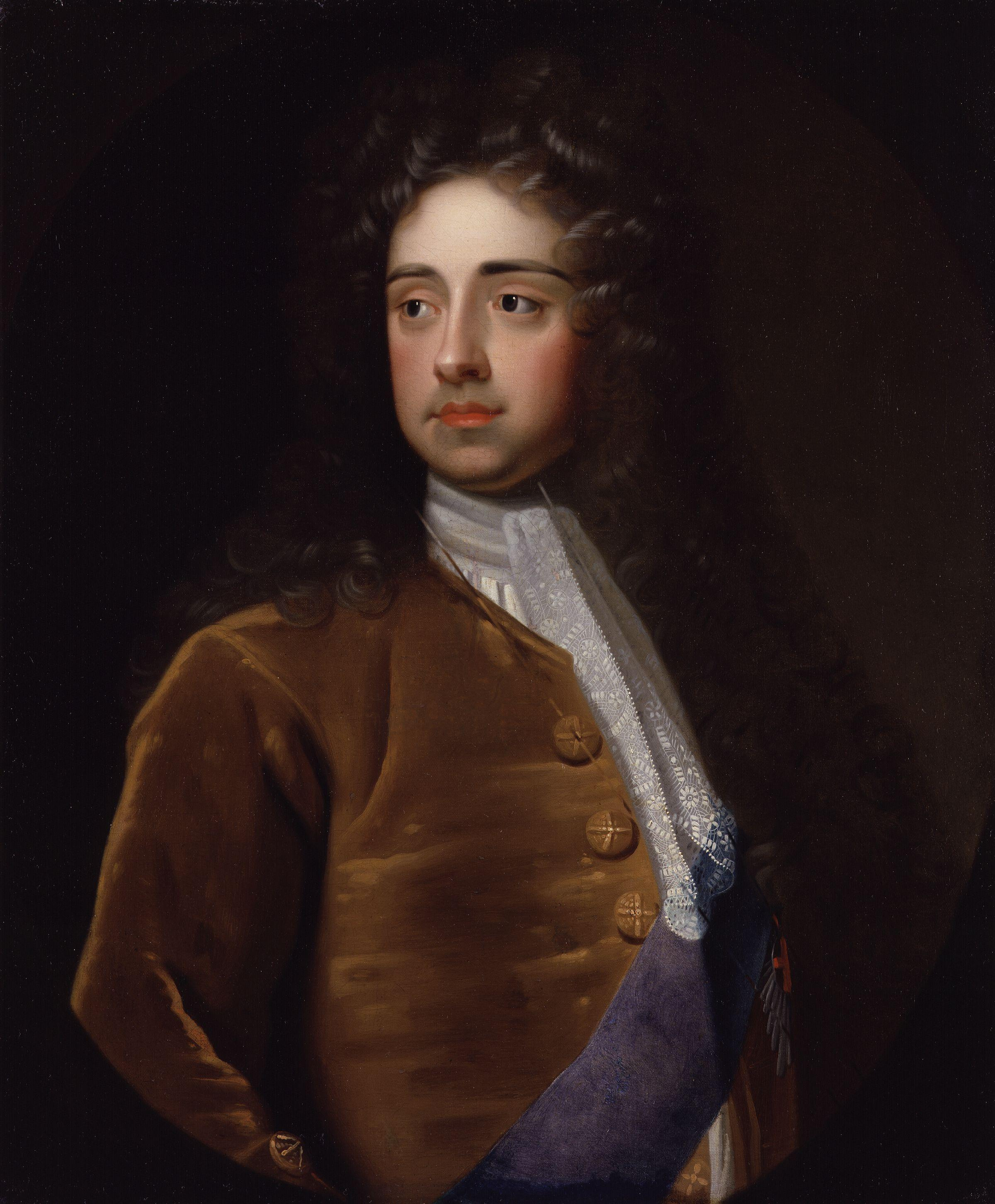
Charles Talbot, 1er duc de Shrewsbury, par Sir Godfrey Kneller

Ceci est une liste de personnes qui ont servi comme Lord Lieutenant du Caernarvonshire. Depuis 1778, tous les Lords lieutenant ont également été Custos Rotulorum of Caernarvonshire. L'office a été supprimé le 31 mars 1974 et remplacé par le Lord Lieutenant de Gwynedd.

## Lord Lieutenants du Caernarvonshire jusqu'en 1974
- voir Lord Lieutenant du pays de Galles avant 1694
- Charles Talbot, 1er duc de Shrewsbury 31 mai 1694 – 10 mars 1696
- Charles Gerard, 2e comte de Macclesfield 10 mars 1696 – 5 novembre 1701
- William Stanley, 9e comte de Derby 18 juin 1702 – 5 novembre 1702
- Hugh Cholmondeley, 1er comte de Cholmondeley 2 décembre 1702 – 4 septembre 1713
- Other Windsor, 2e comte de Plymouth 4 septembre 1713 – 21 octobre 1714
- Hugh Cholmondeley, 1er comte de Cholmondeley 21 octobre 1714 – 18 janvier 1725
- George Cholmondeley, 2e comte de Cholmondeley 7 avril 1725 – 7 mai 1733
- George Cholmondeley, 3e comte de Cholmondeley 14 juin 1733 – 25 octobre 1760
- Thomas Wynn, 1er baron Newborough 4 juillet 1761 – 27 décembre 1781
- Thomas Bulkeley, 7e vicomte Bulkeley 27 décembre 1781 – 3 juin 1822
- Thomas Assheton Smith 18 juillet 1822 – 12 mai 1828
- Peter Drummond-Burrell, 22e baron Willoughby de Eresby 25 novembre 1828 – 7 mars 1851
- Richard Williams-Bulkeley, 10e baronnet 7 mars 1851 – 14 septembre 1866
- Edward Douglas-Pennant, 1er baron Penrhyn 14 septembre 1866 – 31 mars 1886
- John Ernest Greaves 17 mai 1886 – 5 septembre 1933
- Hugh Douglas-Pennant, 4e baron Penrhyn 5 septembre 1933 – 9 avril 1941
- William Wynne-Finch 9 avril 1941 – 27 janvier 1960
- Michael Duff, 3e baronnet 27 janvier 1960 – 31 mars 1974